# James Bowie

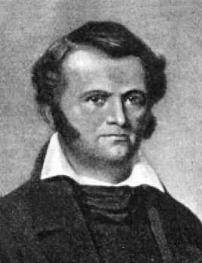
James Bowie

James (Jim) Bowie (bij Terrapin Creek, nu Spring Creek, Kentucky, 1796 - San Antonio, Texas, 6 maart 1836) was kolonel in het Texaanse leger in de Texaanse Revolutie, de onafhankelijkheidsoorlog tegen de Mexicanen.
Bowie was een vechtersbaas, die na de dood van een tegenstander in 1820 uit de VS moest vluchten naar Texas, dat toen een deelstaat van Mexico was. Toen in 1835 de Republiek Texas werd uitgeroepen, sloot hij zich aan bij de opstandelingen. Bowie stierf tijdens de beroemde Slag om de Álamo.
Jim Bowies naam is gekoppeld aan het zogenoemde bowiemes. Hij maakte dit type mes beroemd in een gevecht in Natchez. In werkelijkheid werd dit mes uitgevonden door zijn broer Rezin Bowie (1793-1841).
1. ↑  Ewoud Sanders: Eponiemenwoordenboek. Woorden die teruggaan op historische personen (Amsterdam: Nijgh & Van Ditmar 1993